# Amorphophallus juliae
Amorphophallus juliae är en kallaväxtart som beskrevs av Peter Charles Boyce och Wilbert Leonard Anna Hetterscheid. Amorphophallus juliae ingår i släktet Amorphophallus och familjen kallaväxter. Inga underarter finns listade.